# Offshore-Windpark Donghai Bridge
Der Offshore-Windpark Donghai Bridge ist ein im ostchinesischen Meer nahe Shanghai befindlicher Offshore-Windpark, der seinen Namen von der nahe gelegenen Brücke Donghai Daqiao erhalten hat. Errichtet wird der Windpark in zwei Bauphasen, wobei die Inbetriebnahme der ersten Bauphase im Juli 2010 abgeschlossen wurde, eine weitere wurde 2015 offiziell in Betrieb genommen.

## Donghai Bridge 1
Donghai Bridge 1 ist der erste kommerzielle Offshore-Windpark in China. Die Fläche des Windparks, der in flachem Wasser mit einer maximalen Tiefe von sieben Metern errichtet wurde, beträgt 14 km², die Entfernung von der Küste 9 km. Zum Einsatz kommen 34 Windkraftanlagen des Typs Sinovel SL3000/90, die bei einem Rotordurchmesser von 90 Metern eine Nennleistung von 3 MW besitzen. Baubeginn war im Juli 2008, im Juli 2010 ging das Projekt ans Netz.

## Donghai Bridge 2
Donghai Bridge 2 besteht aus insgesamt 28 Windkraftanlagen, die ebenfalls auf rund 102 MW Gesamtleistung kommen. Neben 26 Serienmaschinen des Typs Shanghai Electric SE 3.6/116 wurden bereits 2011 zwei Prototypen mit 3,6 bzw. 5 MW errichtet. Die Küstenentfernung beträgt zwischen 5 und 11 km. Der Baubeginn für die übrigen Anlagen war im Dezember 2013. Die offizielle Inbetriebnahme fand im Oktober 2015 statt.